# Propsteikirche (Meppen)

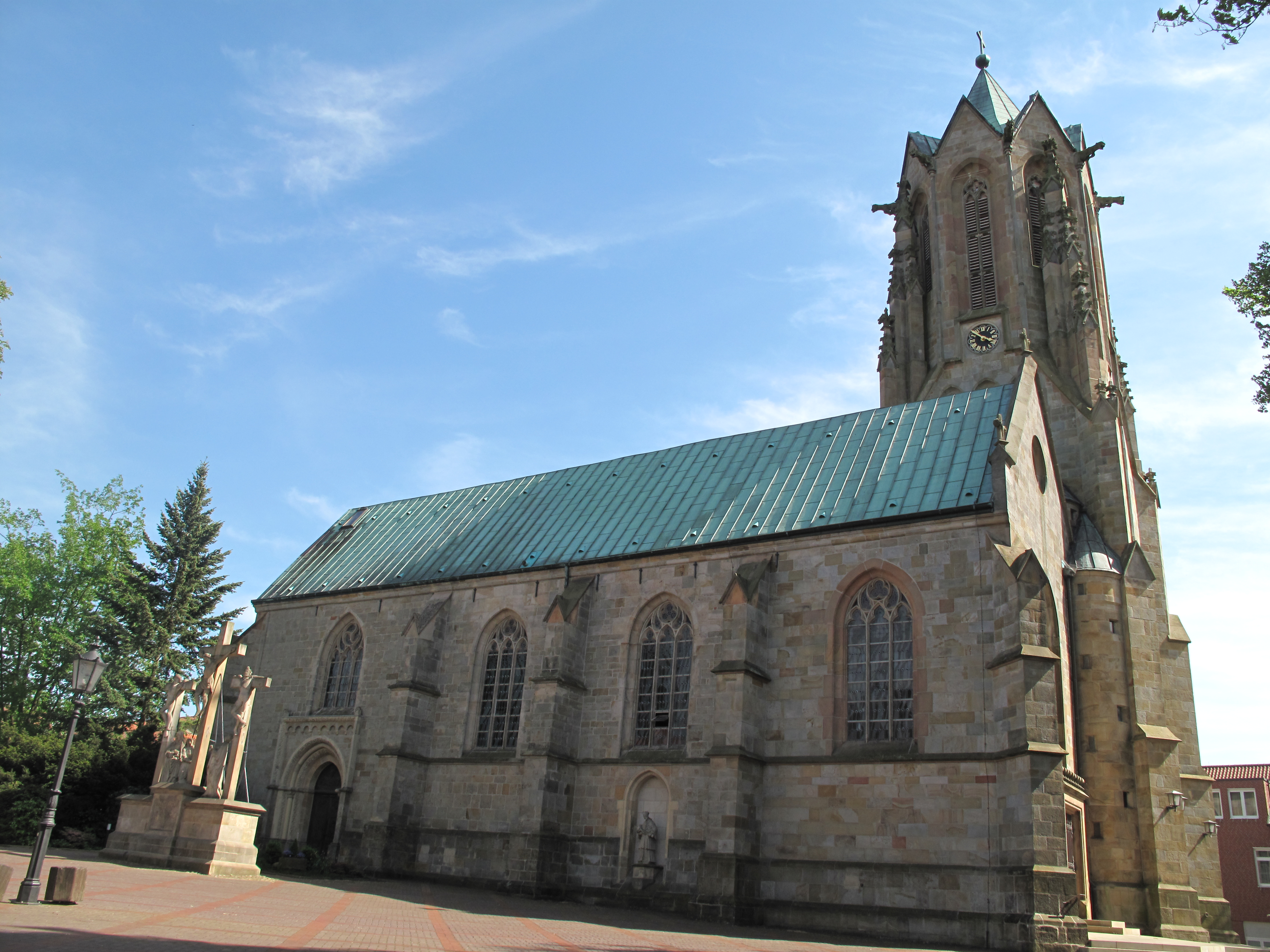
Propsteikirche St. Vitus, Nordfassade mit Kalvarienberg

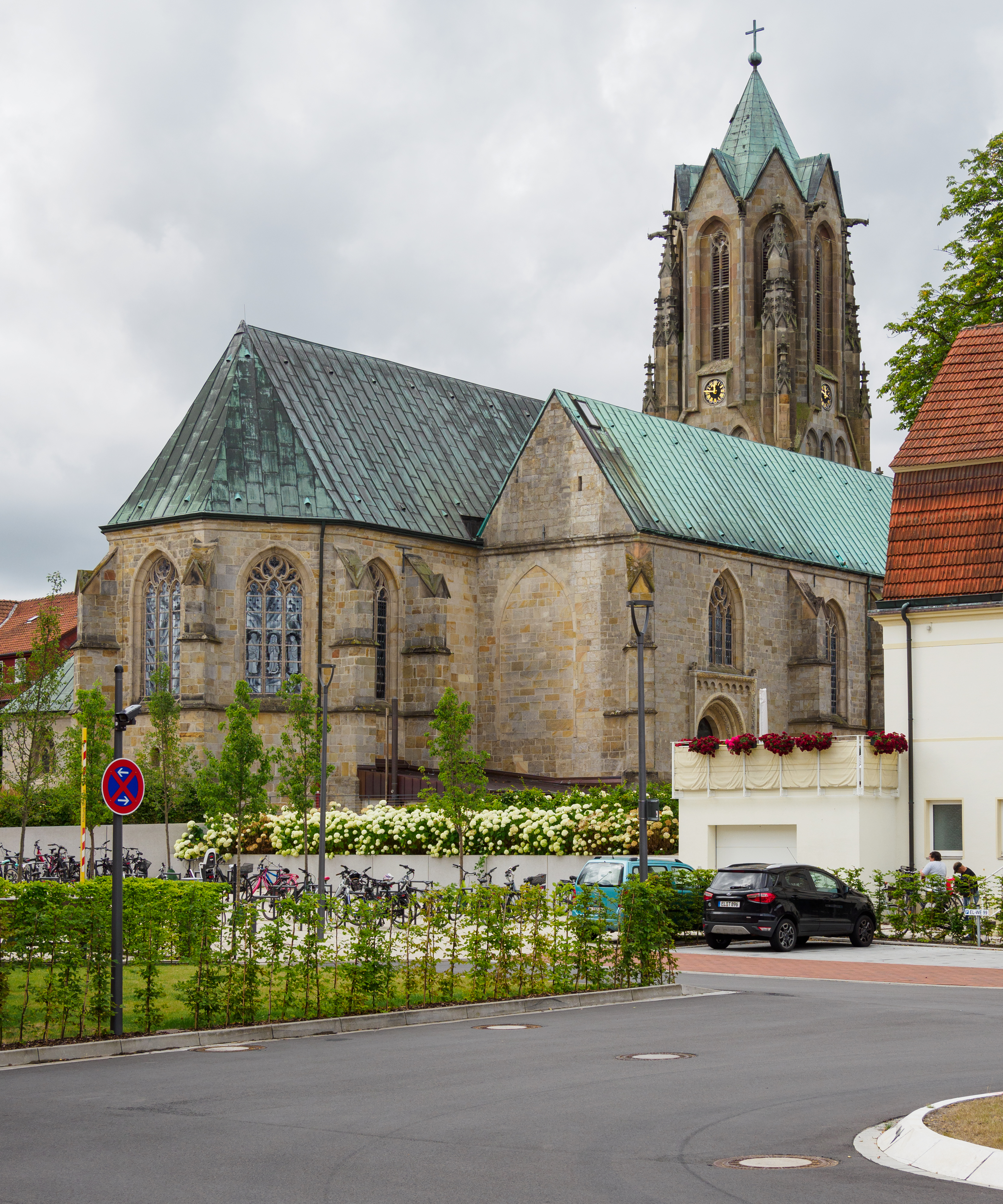
Probsteikirche St. Vitus

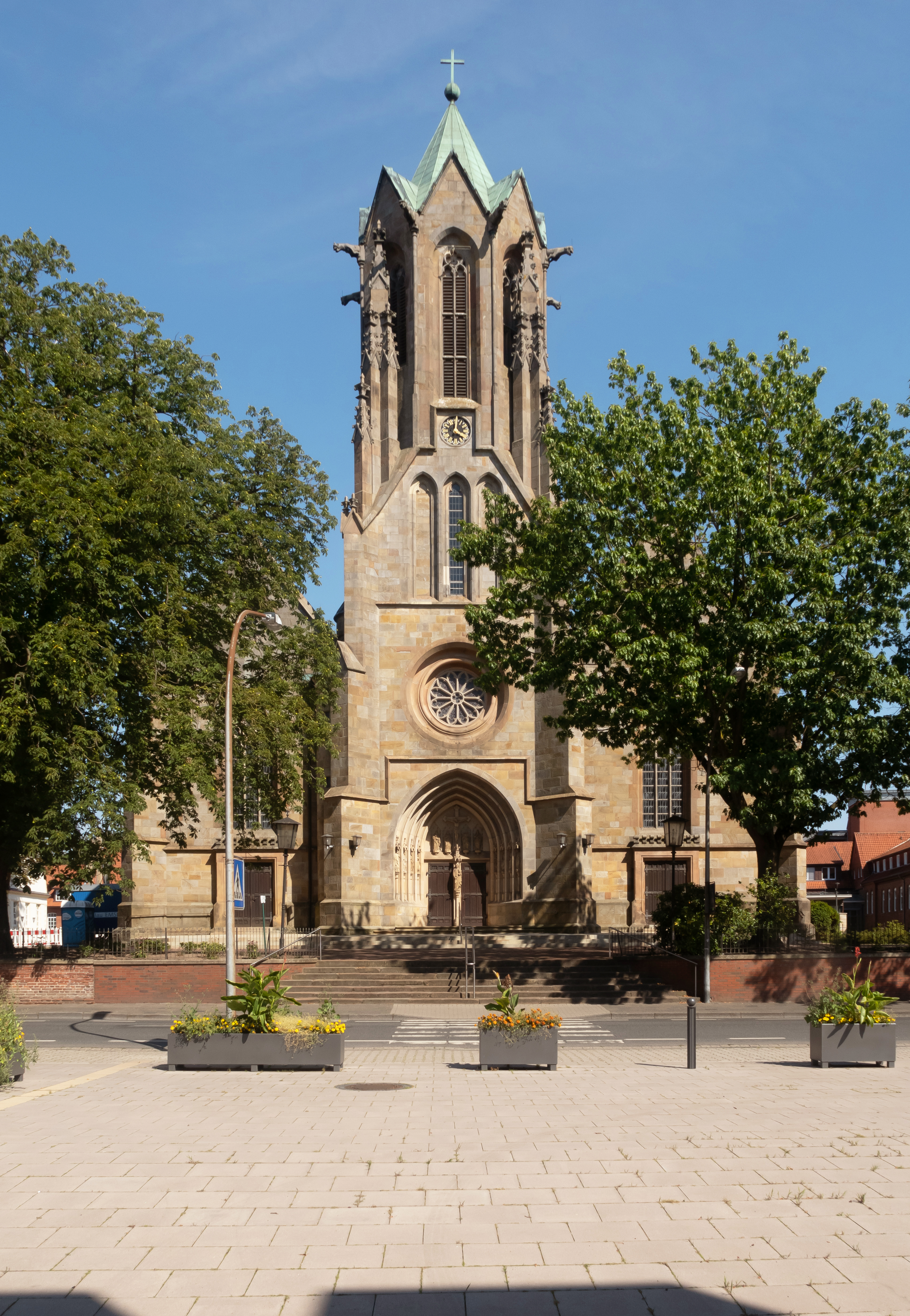
Ansicht von Westen

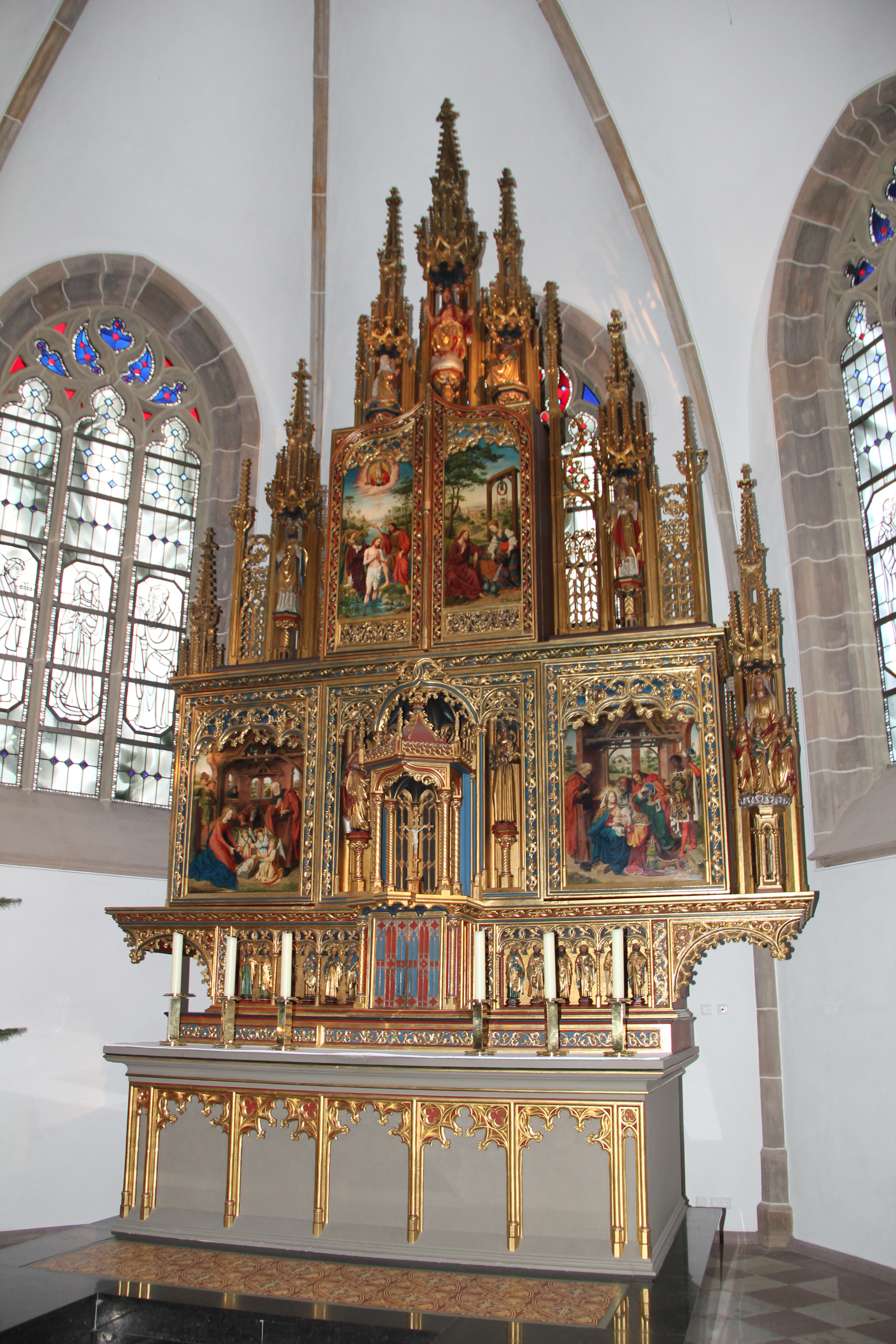
Hochaltar

Die Propsteikirche St. Vitus ist eine römisch-katholische Kirche in Meppen, Landkreis Emsland. Sie gehört zur Pfarreiengemeinschaft Meppen-Süd des Dekanates Emsland-Mitte im Bistum Osnabrück und trägt das Patrozinium des hl. Vitus.

## Geschichte
Bereits zur Zeit Karls des Großen stand auf einer Anhöhe inmitten der Altstadt um 780 eine kleine Taufkirche. Neu- und Umbauten erfolgten 1225, 1462 und 1870. 1225 folgte auf die kleine Kirche ein größerer romanischer Bau. 1462 wurde die Propsteikirche als dreischiffige spätgotische Hallenkirche erbaut. Vom Vorgängerbau ist die Nordwand des östlichen Seitenschiffsjochs oder wahrscheinlicher des Nordquerarmes erhalten. Der Vorgängerbau war vermutlich eine Kreuzkirche mit zwei Langhausjochen und gerade geschlossenem Chor, was aus Wandvorsprüngen im Innern geschlossen werden kann. 1870 wurde das Langhaus nach Plänen von Johann Bernhard Hensen um je einen Jochbogen im Haupt- und in den Seitenschiffen erweitert. Gleichzeitig entstand der heutige Westbau mit drei Portalen im neugotischen Stil. 
Das alte romanische Nordportal, auch „Pilgerpforte“ oder „Brautpforte“ genannt, wurde vermauert und erst zu Beginn der 1980er Jahre mit einer von Heinrich Gerhard Bücker gestalteten Tür wieder geöffnet. Es ist verwandt mit den reichen Portalen der Hallenkirchen in Billerbeck, Coesfeld und Vreden.
Am 7. April 1945 wurde der hohe Turm von Granaten getroffen und brannte im oberen Bereich aus. Im Dezember 1950 wurde nach dem Entwurf des Kölner Architekten Dominikus Böhm ein Faltdach auf dem erhaltenen Stumpf errichtet. Die drei Glocken im Turm sind auf die Schlagtöne c' – d' – e' gestimmt.

## Architektur
Die heutige dreijochige Hallenkirche von annähernd quadratischem Grundriss hat quadratische Mittelschiffs- und längsrechteckige Seitenschiffsjoche. Sie wird von hohen dreiteiligen Fenstern mit Fischblasenmaßwerk und gekehlten Laibungen erhellt. Am Südportal ist das Bauwerk auf 1471 datiert. Der zweijochige Chor mit Fünfachtelschluss entstand 1461. Das Innere zeigt einen gedrungenen Raumeindruck wegen der niedrigen Scheitelhöhe der Kreuzgratgewölbe auf kurzen, kräftigen Säulen.

## Ausstattung
Den Blickfang im Kirchenchor bildet der große neugotische Flügelaltar in der Art flandrischer Schnitzaltäre aus dem Jahr 1895 des Osnabrücker Bildhauers Heinrich Seling. Gestiftet wurde der Altar vom „Petroleumkönig“ Wilhelm Anton Riedemann, einem gebürtigen Meppener. Im Zuge der Renovierung von 2007 entstand anstelle des linken Seitenaltares ein Taufort. Der rechte Seitenaltar ist ebenfalls ein Werk von Seling. Das Chorgestühl und die Kanzel sind ebenfalls neugotisch.
Zu den älteren Bildwerken gehört ein überlebensgroßer Schmerzensmann aus dem Jahr 1517 von Jöste Beldensnyder, der wohl mit Jost von Vorden aus Münster identisch ist. Eine Madonna aus dem 17. Jahrhundert wurde vermutlich als freie Kopie eines älteren Typs von Heinrich Meiering aus Rheine geschaffen. Ein Vesperbild aus Baumberger Sandstein wurde 1685 als Stiftung des Richters Hermann Morrien in der Art des Wilhelm Heinrich Kocks aus Münster geschaffen. Eine Figur des heiligen Josef vom Anfang des 18. Jahrhunderts ist die einzige signierte Arbeit des Theodor Jöllemann.
Die Orgel mit einem Gehäuse in barocken Formen ist ein Werk der Firma Gebrüder Hillebrand Orgelbau aus dem Jahr 1991 mit 40 Registern auf drei Manualen und Pedal.
| I Rückpositiv C–f3 |            |         |
| 11.                | Flöte      | 08′     |
| 12.                | Prinzipal  | 04′     |
| 13.                | Flöte      | 04′     |
| 14.                | Flöte      | 02′     |
| 15.                | Terz       | 01 3⁄5′ |
| 16.                | Quint      | 01 ⁄3′  |
| 17.                | Scharff IV |         |
| 18.                | Dulzian    | 08′     |
|                    | Tremulant  |         |

| II Hauptwerk C–f3 |              |        |
| 1.                | Bordun       | 16′    |
| 2.                | Prinzipal    | 08′    |
| 3.                | Gemshorn     | 08′    |
| 4.                | Oktave       | 04′    |
| 5.                | Quinte       | 02 ⁄3′ |
| 6.                | Oktave       | 02′    |
| 7.                | Cornett V    | 08′    |
| 8.                | Mixur V-VI 0 |        |
| 9.                | Fagott       | 16′    |
| 10.               | Trompete     | 08′    |

| III Schwellwerk C–f3 |                 |         |
| 19.                  | Holzprinzipal   | 08′     |
| 20.                  | Rohrflöte       | 08′     |
| 21.                  | Salizional      | 08′     |
| 22.                  | Schwebung       | 08′     |
| 23.                  | Prinzipal       | 04′     |
| 24.                  | Flöte           | 04′     |
| 25.                  | Nasat           | 01 ⁄3′  |
| 26.                  | Schwiegel       | 02′     |
| 27.                  | Terz            | 01 3⁄5′ |
| 28.                  | Mixtur IV       |         |
| 29.                  | Englisch Horn 0 | 16′     |
| 30.                  | Trompete        | 08′     |
| 31.                  | Frz. Oboe       | 08′     |
|                      | Tremulant       |         |

| Pedal C–f1 |             |     |
| 32.        | Prinzipal   | 16′ |
| 33.        | Subbass     | 16′ |
| 34.        | Oktave      | 08′ |
| 35.        | Flöte       | 08′ |
| 36.        | Oktave      | 04′ |
| 37.        | Hintersatz0 |     |
| 38.        | Posaune     | 16′ |
| 39.        | Trompete    | 08′ |
| 40.        | Trompete    | 04′ |

- Koppeln: II/I, III/I, III/II, I/P, II/P III/P

Das Geläut der Kirche (Salvator Mundi (des`) • Maria Mater Dei (es`)• St. Vitus et St. Margareta (f`)) wurde als eines der ersten ihrer Werke im Jahre 1643 von den Gebrüdern Hemonyin Meppen gegossen.

## Umgebung
Auf dem Kirchplatz steht ein überlebensgroßer Kalvarienberg mit Maria, Johannes und Maria Magdalena, der 1517 von Jöste Beldensnyder aus Baumberger Sandstein geschaffen wurde. Davon ist die Figur des guten Schächers original, bei den übrigen Figuren wurden die Köpfe im 17./18. Jahrhundert ersetzt; die Figur des Christus stammt aus dem 19. Jahrhundert. Eine Kreuzwegstation zeigt das Relief einer Pietà von 1715.